# Bâgé-le-Châtel
Bâgé-le-Châtel (frankoprovansalsko Bâgiê-lo-Châtél ) je naselje in občina v jugovzhodnem francoskem departmaju Ain regije Rona-Alpe. Leta 2008 je naselje imelo 795prebivalcev.

## Geografija
Kraj se nahaja v pokrajini Bresse 35 km severozahodno od Bourga.

## Administracija
Bâgé-le-Châtel je sedež istoimenskega kantona, v katerega so poleg njegove vključene še občine Asnières-sur-Saône, Bâgé-la-Ville, Dommartin, Feillens, Manziat, Replonges, Saint-André-de-Bâgé, Saint-Laurent-sur-Saône in Vésines s 15.215 prebivalci.
Kanton je sestavni del okrožja Bourg-en-Bresse.

## Zgodovina
Bâgé-le-Châtel je prvotno glavno mesto province Bresse, ki je leta 1272 s poroko Sybille de Bâgé in Amadeja V. prišlo v roke Savojski gospodi. Razvoj kraja je zamrl s prenosom glavnega mesta na Bourg-en-Bresse.

## Pobratena mesta
- Bad Waldsee (Nemčija);

1. ↑  »Populations légales 2016«. Nacionalni inštitut za statistične in gospodarske raziskave. Pridobljeno 25. aprila 2019.